# كاروكيا شينجوية
كاروكيا شينجوية (الاسم العلمي: Carukia shinju) هي نوع من قناديل البحر المكعبة يتبع جنس الكاروكيا من الفصيلة الكاروكية.